# District de Shravasti
Le district de Shravasti (en hindi : श्रावस्ती जिला) est une unité administrative de la division de Devipatan dans l'État de l'Uttar Pradesh, en Inde.

## Géographie
Le centre administratif du district est Shravasti. 
La superficie du district est de 1 640 km2 et la population était en 2011 de 1 117 361 habitants.
Le taux d'alphabétisation est de 49,13%.